# Reznik (DJ)

Reznik

Reznik (bürgerlich Andreas Richter) ist ein deutscher Musikproduzent und DJ der elektronischen Tanzmusik aus Berlin und Mitbetreiber des Labels Keinemusik.

## Biografisches
Andreas Richter betreibt seit 2009 zusammen mit DJ Adam Port, DJ &Me und DJ Rampa das Plattenlabel Keinemusik. Zuvor war er sieben Jahre Musikredakteur beim VICE Magazin und als freier Autor für verschiedene Zeitungen bzw. Magazine tätig (Spex, Süddeutsche Zeitung, Rolling Stone etc.).
Während er bereits in den 1990ern mit dem Auflegen begonnen hat, legt er zusammen mit Keinemusik sowie als Solo-Artist heute international und deutschlandweit auf (u. a. auch Festivalauftritte bei Fusion Festival und Time Warp Festival). Seit 2019 hat er mit Good Guy Mikesh einige Produktionen veröffentlicht.

## Diskografie
- 2019: Schuhu’s Groove (&ME, Rampa, Adam Port: Hand in Hand EP, keinemusik)
- 2020: Reznik & Mikesh: The Moon Landing Was A Hoax EP (2MR)
- 2020: Reznik & Mikesh: Human Factor EP (keinemusik / KM053)
- 2020: Reznik & Mikesh: Calumet (Riotvan / RVN020: Familiar Faces N°3 – Various Artists)
- 2021: Reznik & Mikesh: Number Done EP (Permanent Vacation)
- 2022: Reznik & Mikesh – One More (keinemusik)
- 2023: Pay to Play feat. Belltowers – Reznik & Mikesh Remix (keinemusik) (EP – Send Return Remixes Pt 3)
- 2023: Beacon – I’m the Answer (Reznik Remix)
- 2024: Dark Days – Reznik Remix (Moby & Lady Backbord)
- 2024: Silence of Love – Reznik Remix (Tiga & Hudson Mohawke feat. Jesse Boykins III)